# Viola hemsleyana
Viola hemsleyana là một loài thực vật có hoa trong họ Hoa tím. Loài này được Calderón miêu tả khoa học đầu tiên năm 1982.